# Cecilia Baena
Cecilia Margarita Baena Guyader (10 oktober 1986) is een Colombiaans skeeleraar.
Ze begon op driejarige leeftijd met skaten, waar dat als activiteit op school werd gedaan. Twee jaar later werd ze lid van de skate-club in haar woonplaats Cartagena.
Ze behaalde 24 wereldtitels, zowel bij de jeugd als bij de senioren. De eerste keer was op 13-jarige leeftijd.
Baena is verloofd met Andrés Muñoz Franco, die ook wereldkampioen inline-skaten is. Ze werkt voor het Ministerie van Sport in Colombia.
In 2017 besloot Baena om te stoppen met inline-skaten, om zich op haar universitaire studie te richten. Ze wil journalist worden, en een televisieprogramma presenteren. In 2016 was ze al in Rio bij de Olympische Spelen als journalist.

## Records

### Persoonlijke records
| Afstand   | Tijd  | Datum           | Baan            |
| --------- | ----- | --------------- | --------------- |
| 500 meter | 44,78 | 5 augustus 2000 | Barrancabermeja |

(laatst bijgewerkt: 13 jan 2018)